# Provincia de Punata
La provincia de Punata es una provincia de Bolivia, ubicada en el departamento de Cochabamba. Tiene como capital la ciudad de Punata.

## Datos generales

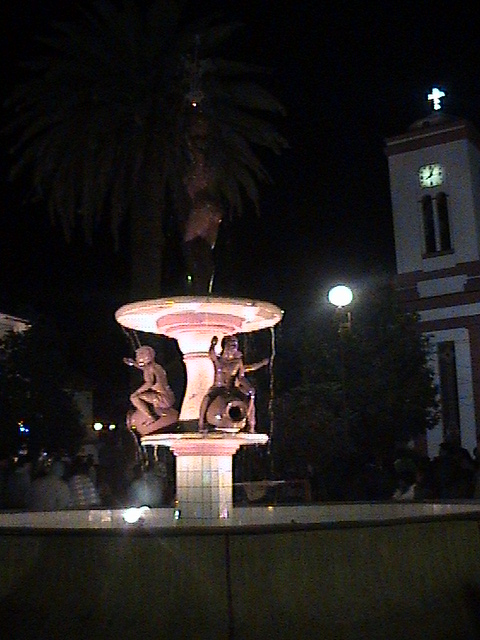
Plaza de la Fuente (Punata).

Geográficamente, la provincia de Punata se encuentra ubicada en la parte media del departamento de Cochabamba, y comprende entre los 65º53' longitud Occidental del Meridiano de Grenwich, a los 17º27' latitud Austral.
Según el sistema de clasificación de climas, el clima de Punata se define templado en verano y en invierno los fríos son intensos y húmedos. La orografía de la provincia cuenta con elevaciones siendo la principal al norte el cerro Tuti, al este K’ili K’ili y P'alta Urqu, y al sur existen más elevaciones. Los ríos principales son río Sulti, río Paracaya.
Los límites generales de la provincia son: al norte con la provincia del Chapare, al noreste con la provincia de Tiraque, al este con la provincia de Arani, al sudeste con la provincia de Mizque, al sud con la provincia de Esteban Arze, y al oeste con la provincia de Germán Jordán.
La mayoría de la población es católica, y los idiomas que se hablan son en su mayor parte el quechua. Tiene una población de 47.735 habitantes distribuidos de la siguiente manera: La Ciudad de Punata 27.000 habitantes, Villa Rivero 5.857 habitantes, San Benito 12.720 habitantes, Tacachi 1.210 habitantes, y Villa Gualberto Villarroel (K'uchumuela) 1.708 habitantes. Con proyecciones podría apreciarse que la provincia bordea al 2008 los 50.000 habitantes y que como ciudad capital, va por los 30.000 habitantes.
Pobreza, siendo que para el ámbito nacional la media de los indicadores de pobreza por el método de necesidades básicas insatisfechas es de 58.5%, la departamental 55%, la de Punata se encuentra en el valor de 44,9% con pobreza moderada en 10.874 habitantes. El índice de pobreza nacional 70%, departamental 67,7%, y Punata 66,9%.
Empleo, sobre población habilitada para trabajar: Bolivia 55%, Cochabamba 57% resulta para Punata 57% (participación global).
Vivienda, este porcentaje para Punata está por encima de los porcentajes nacional y departamental, abarcando el valor de 77% de hogares con vivienda propia.
Salud, la provincia cuenta con un hospital de 2 nivel, el Hospital de Referencia Dr. Manuel Ascencio Villarroel, ubicado en la Ciudad de Punata que tiene una cobertura para el Valle Alto, y cuenta también con hospitales en los otros municipios y puestos de salud en las comunidades.
Educación, tiene coberturas que superan a los porcentajes de lo nacional y departamental en cuanto a la educación primaria y secundaria. En cuanto a educación superior cuenta con La Facultad Politécnica del Valle Alto, dependiente de la Universidad Mayor de San Simón y la Universidad Latinoamericana ULAT.

## Historia

### Época precolonial
Los pueblos del Valle de Punata, o sea el de los aborígenes clizas, en el departamento de Cochabamba, son numerosos y a la cual más antiguos, como prehistóricos. Son de origen incásico, conservando como modalidades reales de su origen, su idioma, el quechua, sus costumbres, y muchas ruinas de su pueblo incaico.

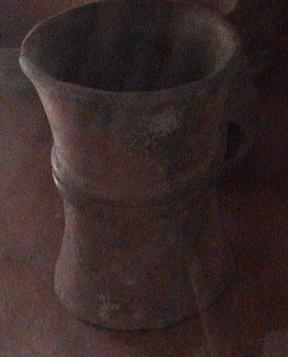
Vaso Incaico (Punata)

El gobierno de los pueblos primitivos y de la realeza incaica, estaba encomendada al mando de reales caciques descendientes de los mismos incas, ya que era así la política de estos, tal como en este valle donde se hallaban establecidos caciques de origen incásico.
Este es el real origen de Punata, cuyo antiguo pueblo de importancia era Muela, siendo la residencia de dichos caciques el actual poblado capital de la provincia Punata extendiéndose el gobierno de estos, ampliamente, sobre todo el valle.
Las más importantes pucaras de dominio, correspondiente a Punata, eran la llamada Jatun Pukara, situada sobre las alturas de Toralapa y la más próxima a Inkallajta, la misma que se comunicaba con la de Jark'a-Mayu, en las proximidades a Punata, La de Tara- Tara pampa (cima próxima a la casa del Gral. Esteba Arze, en Tarata). La Pukara de Cochabamba que se tiene próximo a la pista de aterrizaje. La de Sipe-Sipe, las de Thapaqhari o Tapacarí, y otras hasta llegar al mismo Cuzco, capital del Imperio.
En Punata, Jach'a Muqu cuenta en su acervo glorioso el altísimo honor de haber hospedado como perínclito visitante al célebre Inka Wiraqucha que dispenso la gracia de pernoctar por más de una noche entre los moradores del referido valle, cuando este hacía su gira hacia la pugnaz provincia de Charcas que habían conquistado sus antecesores los Incas Qhapaj Yupanki y el Inka Ruka.

### Época colonial
Punata era de suma importancia como residencia de tales caciques reales, y vino a formarse en poblado español durante la colonia llegando a ser popular al igual que Arani, Tarata, Aiquile y otros pueblos.
Los hermanos Hernando y Gonzalo Pizarro, al mando de un pequeño grupo de soldados españoles (y un ejército de unos 5000 indios, sujetos a los españoles) fueron los primeros hispanos en arribar al valle de Cochabamba, por motivo de conquista y hacer frente a los indios leales al Inca. Esto ocurrió en los años 1538 y 1539, ocasión que sirvió para que a los pocos años se instalasen en los valles de Cochabamba soldados y laicos colonizadores españoles; unos exigiendo mercedes (premios) y otros buscando encomiendas. Al inicio hubo cierta concentración de españoles en las estancias de Toco (Cliza), posteriormente otros españoles fijaron su interés en las tierras fértiles de las provincias de Punata y Arani. Las estadías permanentes de los primeros españoles en el Valle cochabambino se iniciaron en la década de 1540. En la década de 1550 esta presencia se incrementó aún mucho más debido a la producción agrícola de granos y el pastoreo de ganado vacuno y ovino.
Refieren que los primeros conquistadores españoles que llegaron a Punata con los Pizarro; dejaron descendencia entre las reales familias de los caciques de Punata, siendo hijos de don Pedro de Valdivia, Juan de Villarroel, los Rojas y otros.
En la época colonial, fue un importante centro de asentamiento poblacional. Contadas familias españolas amestizadas poseían inmensos latifundios que se extendían cerca de Totora y Mizque. El pueblo de Punata se desarrolló sobre la base de la dotación de tierras a los nativos que en 1781, hizo el presidente Francisco Mariscal de Hinojosa, dueño de esta zona en retribución a la defensa de esas tierras contra el levantamiento, en 1780 de los hermanos Katari. En cuanto a la administración política Punata perteneció al "Partido de Clisa", dentro de la intendencia de Cochabamba, en la Real Audiencia de Charcas.
En Punata se desarrolló una particular estructura de hacienda, debida en gran medida a que toda esta zona estuvo desde temprano ligada a los mercados. En el siglo XVIII, se produjo la pequeña producción en parcelas arrendadas de los terratenientes, surgiendo así campesinos arredantarios y jornaleros.

### Época de la independencia
Los patriotas punateños formaron parte del regimiento llamado “Patricios de la Caballería de Punata”, que tomaron la ciudad de Cochabamba a la cabeza del Cnl. Francisco de Rivero y Esteban Arze, llegando a 11.600 montados, todos los patriotas de la caballería del Valle Alto, que constituyeron con todos los implementos a su costa, y participaron también en la Batalla de Aroma el 14 de noviembre de 1810. Entre ellos se destacan DON MANUEL PAREDES: de grado Teniente, natural del pueblo de Punata. Fue emigrando a las provincias de Salta y Tucumán por las derrotas de las batallas de Villcapujo y Macha. y regreso en compañía con el coronel José Migue Lanza. Otro insurgente VICENTE VILLARROEL natural del pueblo de Punata. Se quedó en las tropas del coronel Lanza. Joven y valiente, de una dispersión que tuvo Lanza se fue para sus lugares y de capitán murió en la misma ciudad de Mizque de un balazo que toraron los soldados de las tropas españoles el año 1823.

### Época republicana

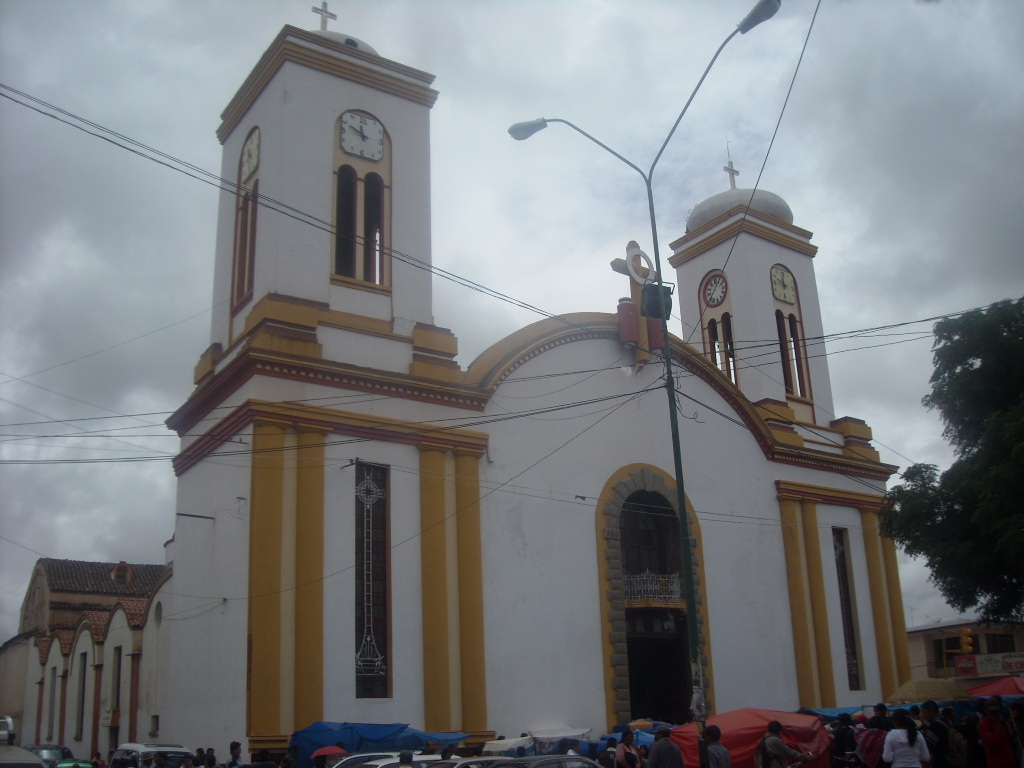
El Templo San Juan Bautista de Punata.

#### Creación de la provincia
Después del nombramiento de Villa de Punata, la provincia de Cliza y por la diferencia de las Villas de Punata y Tarata se llega a dividir en dos provincias y así el 4 de enero de 1872 se constituye en provincia Punata abarcando su actual territorio y las provincias de Arani y Tiraque. La Villa de Punata se eleva al rango de Ciudad de Punata por ley del 19 de enero de 1900 durante el gobierno de José Manuel Pando.
Posteriormente, la provincia Punata se dividió en tres secciones, la primera sección con su capital Punata y cantón San Benito, la segunda sección Arani (capital) y cantón Muela; y la tercera sección Tiraque (capital) con su cantón Vacas y su vicecantón Vandiola.
En 1900, Punata ya era la segunda provincia más poblada en el departamento de Cochabamba después de Tapacarí, y el centro poblado Punata era el más importante después de Tarata, que fueron centros muchos más importantes en el siglo anterior, tal como se puede ver en los datos del censo 1900. Y sufrió otra división con la separación de la segunda sección Arani y la tercera sección Tiraque para formar la Provincia Arani.

### Actualidad
Unos de los problemas más grandes que afronta la provincia Punata es la migración, en los últimos años para frenar el éxodo, la alcaldía construye plazas, avenidas, teatros y sistemas de riego, proyectos que han absorbido toda la mano de obra y razón por la cual llegan trabajadores de las provincias vecinas para satisfacer la demanda de mano de obra. Punata es uno de los centros urbanos más poblados del departamento de Cochabamba.
En la actualidad el municipio de Punata está en pleno progreso, gracias a la cooperación y trabajo de todos los punateños. El municipio de Punata está más conectada con los distintos municipios y cantones de la provincia, y con las otras provincias del Valle Alto. El adelanto, también se constata por las distintas obras realizadas por la alcaldía, como el techado del Coliseo Municipal, construcciones de caminos y puentes, el radio urbano de Punata se va ampliando con nuevas construcciones y algunas casas son derrumbadas para dar paso a otras edificaciones modernas.

## Demografía
De acuerdo con el censo boliviano de 2024, la población de la provincia de Punata es de 61 382 habitantes.
La población de la provincia ha aumentado aproximadamente un tercio en las últimas tres décadas:
| Año  | Habitantes | Fuente |
| ---- | ---------- | ------ |
| 1992 | 47 402     | Censo  |
| 2001 | 47 735     | Censo  |
| 2012 | 54 409     | Censo  |
| 2024 | 61 382     | Censo  |

## División política
La provincia de Punata se encuentra dividida administrativamente en cinco municipios: 
1. Punata
2. Villa Rivero
3. San Benito (Villa José Quintín Mendoza)
4. Tacachi
5. Cuchumuela (Villa Gualberto Villarroel)

- Punata

La primera sección municipal tiene como capital la ciudad homónima de Punata, que también es capital de la provincia, para más información vea Ciudad de Punata.
- Villa Rivero (Muela)

Muela tierra de, tejidos, e ilustres personajes fue creada como segunda sección municipal de la provincia Punata por Decreto de Ley del 12 de octubre de 1915 con el nombre de Villa Rivero en homenaje a la memoria de don Francisco del Rivero prócer de la independencia nacional. Se encuentra ubicada a 52 km de la capital departamental. Tiene una población de 6.158 habitantes según proyecciones de población 2000-2010
- Villa José Quintín Mendoza (San Benito)

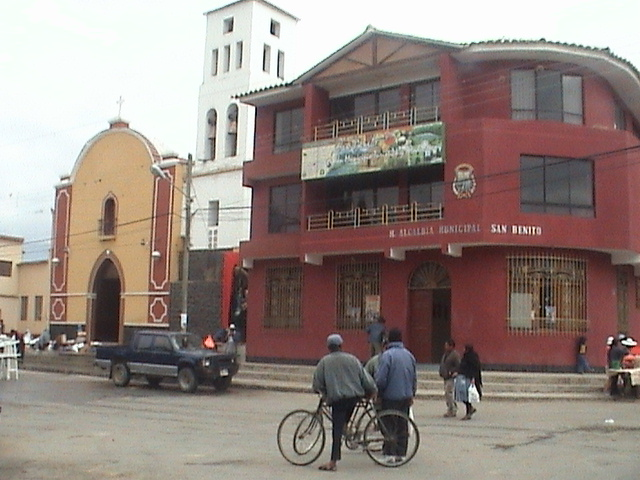
Plaza Principal de San Benito

La capital del Durazno, “San Benito”, es la tercera sección municipal de la provincia Punata del departamento de Cochabamba, fue creada a través de Decreto ley de 29 de octubre de 1948, durante la gestión del presidente Enrique Hertzog. Se encuentra ubicada a 38 kilómetros de la capital del departamento, en la carretera antigua Cochabamba- Santa Cruz.
El municipio de San Benito, actualmente cuenta con 38 organizaciones territoriales de base, que corresponden a tres cantones y un distrito municipal: Warikaya, Sunch'u Pampa, Villa J.Q. Mendoza y Paracaya.
- Tacachi

Tacachi fue creada como cuarta sección municipal de la provincia Punata por Decreto Ley del 5 de diciembre de 1950. Durante el gobierno de Hernán Siles Suazo, se encuentra ubicada 56 km. De la capital departamental.
- Villa Gualberto Villarroel (K'uchumuela)

K'uchumuela, tierra del champiñón, es la quinta sección municipal de la provincia Punata, fue creada por Decreto Ley del 11 de diciembre de 1980, con el nombre de Villa Gualberto Villarroel en honor al presidente mártir nacido en la provincia Punata. Se encuentra ubicada a 59 km de la capital departamental.

## Economía

### Economía a través del tiempo
Durante la historia de Punata, este valle fue eminentemente agrícola por el cual lo poblaron los quechuas y otros grupos primitivos, y a su rápida parcelación durante la época de la colonia se expandió el latifundio llegando así hasta el valle de Mizque.
La estructura peculiar de las haciendas se va consolidando a partir del siglo XIX. Punata cobró en el siglo pasado especial importancia en el Valle Alto, desplazando a Tarata. Se constituyó en un centro poblado, intermediario en la articulación entre la ciudad y los centros productivos rurales. Las grandes y sobre todo medianas y pequeñas haciendas, llegándose a registrar 16.763 haciendas documentadas y otras muchas por falta de información no registradas que predominaban en Punata hasta antes de la Reforma Agraria, se desarrollaron fuertemente en este periodo, vinculándose a la producción minera como centros proveedores de alimentos, desarrollándose una intensa actividad comercial con estos centros.
El título de granero de Bolivia que se le dio a Cochabamba, fue gracias al aporte de las extensas zonas de Tarata, Punata, Arani y Cliza.
La provincia Punata es un importante área de producción agrícola, aunque también se encuentran actividades de tipo artesanal e industrial que tiene actualmente importancia, sobre todo desde el punto de vista del empleo.
En lo que se refiere a la producción agrícola los rubros principales de la provincia son: Tubérculos (papa), cereales (maíz y trigo), frutos (duraznos, manzanas, peras, uvas, bergamoto, frutillas, higos, tunas, damascos y otros)
En este caso se puede observar que la mayor superficie de terrenos se destina al cultivo de maíz con un promedio de 8612 hectáreas al año.
En el rubro de los frutales, el que cobra importancia es la provincia es el durazno con una superficie promedio, entre 1970 y 1980 de 635 hectáreas por año.

### Principales centros agrícolas
Los principales centros agrícolas de la provincia, en general en todas las localidades como por ejemplo: Lobo Rancho, Villa Rosario, Tajamar, Paracaya, Thaqu, el maíz es el cultivo más importante. Solamente en K'uchu Punata e Iluri Chico la papa es más importante y en Pajpani Grande y Linde es el trigo.
En la región de la Villa la producción se basa en cebollas, legumbres, zanahorias, hortalizas verdes.
San Benito, San Lorenzo, La Maica, Laimiña y otros, con la producción de duraznos, frutillas, peras, damascos. Cuchumuela, con la producción de champiñón y quinua, Villa Rivero, maíz, trigo, cebada, arbeja, haba y papa. Tacachi el qupuru, arbeja.

### Cereales: Maíz y Trigo
El maíz es el principal cereal cultivado en la provincia, ya que la mayoría de su población se dedica a este cultivo, las zonas más productoras son: Tajamar, Paracaya, Thaqu, Alto Alianza, Rosal, Aramasi, Camacho Rancho, Tambillo, Escobar, Blanco Rancho, Villa Rivero, Aramasi, y otras en menor cantidad como Tacachi, K'uchumuela
Para la producción del maíz es necesario sembrar ya desde fines de julio, agosto, septiembre, teniendo así los primeros choclos para noviembre y especialmente en diciembre prolongándose hasta finales de marzo y principios de abril. Cultivándose en la provincia en diferentes cantidades las ocho variedades de maíz: blanco, amarillo, patillo o willkaparu, ch'uspillu, qayawara, waka lurun, ch'ijchi (en quechua significa variado) y puca ch'ijchi (rojo variado).
Comercialización del Choclo: El choclo es comercializado directamente en los mercados de Punata, Cochabamba, Cliza, Arani, y algunos son llevados a La Paz y Santa Cruz.
Pero para obtener el maíz propiamente dicho los campesinos lo cosechan cortando de la parte de debajo de su tallo y lo amontonan en montones y lo dejan secar, después se saca la mazorca en el famoso “tipir maíz”.

### Frutos
En la provincia se visten los campos durante las diversas épocas de los distintos frutos especialmente en primavera y verano, estos frutos son el durazno, la frutilla, bergamoto, peras, damascos, higos, ciruelos, tunas, pacay, y otros.
En el rubro de los frutales, comienza a tomar importancia en la provincia es el durazno con una superficie promedio, entre 1970 y 1980 de 635 hectáreas por año. El Durazno es principalmente plantado en San Benito, San Lorenzo, Rosal, P'ujru, Ch'illkar, en estos últimos el durazno es plantado a los costados de los cultivos de maíz, cebolla, haba y otros. Los duraznos y peras son plantados en pequeñas huertas en la provincia pero siendo los mejores los de San Benito.
La frutilla toma mayor importancia en Laimiña, Vía Rancho y Yana Mayu.
Durazno de San Benito
San Benito por sus afamados y deliciosos duraznos ha recibido la mención de “Capital del Durazno” de Cochabamba.
En el municipio de San Benito existen alrededor de 600 productores asociados e independientes. Se estiman la existencia de 200 a 250 plantas por huerto y un árbol puede producir entre una y cuatro cajas de 20 kilos.
El kilo de durazno precoz en los principales mercados de abasto y en los mismos huertos es comercializado entre 8 y 12 bolivianos, monto que puede subir o disminuir cuando los productores empiecen a cosechar y acomodar el fruto en los principales centros de comercialización.
La variedad precoz empezó a comercializarse en el mes de diciembre y las tardías, como Gumucio Reyes, de partir, Ezequiel Saavedra, Blancota, La Almendra, El Apote, La Olga y la Tardía (Churca), a partir de la primera quincena de febrero.
Por lo general, los productores de durazno del Valle Alto recurren a los sistemas de riego por inundación y tazones para producir duraznos de diferente calidad, siendo lo más recomendable la aplicación de sistemas de aspersión o goteo para garantizar una producción uniforme, volúmenes importantes del fruto y ante todo resistencia a los cambios climáticos sorpresivos.
¿Cuánto dinero aporta la producción de Durazno? Un estudio económico realizado en Cochabamba sobre la producción del durazno y sus derivados, muestra que este sector mueve alrededor de $us 2,1 millones anuales. Los duraznos de San Benito tienen el 14 % del mercado cochabambino, entre producto fresco, mermeladas, dulces, bebidas naturales y demás transformados.
El estudio es un logro del Directorio Local de Promoción Económica, conformado por el Gobierno Municipal de San Benito y la Asociación de Productores de Durazno (Asofrut).
Las cifras que muestra el estudio económico de la cadena productiva del durazno de San Benito, motivaron a los productores asociados y al Gobierno Municipal a preocuparse más por el sector, pues fortaleciendo y mejorando algunos aspectos en la producción y comercialización, el capital generado podría llegar a duplicarse.

### Champiñón de K'uchu Muela
La naturaleza fue benigna con los comunarios del municipio de Cuchumuela donde las condiciones climáticas de los bosques de pino, ubicados a 3.900 metros de altitud sobre el nivel del mar, hacen posible recolectar, deshidratar y comercializar unas 14 toneladas de champiñón durante la temporada de lluvias, que comienza en diciembre y concluye en marzo.
No se necesita sembrar, ni abonar, mucho menos utilizar desinfectantes o realizar cuidados agrícolas. Las K’allampas (voz quechua), aparece por obra de la naturaleza, durante época de lluvias en todos los bosques de pinos que hay en el municipio de K'uchu Muela. Un 50% de la población, generalmente mujeres, se dedica a recoger, secar y vender hongos a comerciantes que llegan de La Paz.
Hace 15 años, aproximadamente, la ex Corporación Regional de Desarrollo (Cordeco) reforesto con pinos alrededor de 100 hectáreas en las comunidades de Yana Rumi, Villa Victoria, Sayani, Ura Yana Rumi, Ch'ullku Mayu, Herrera Cancha, Totoral, Ichhu Ruthuna y Lajascañada y sin proponérselo creó las condiciones propicias para la producción de champiñón, estos que llegan alcanzar hasta 25 cm de diámetro.
En sus primeros años, los champiñones fueron aprovechados por comerciantes paceños que lo recolectaban en quintales gratuitamente, entonces los comunarios les prohibieron y empezaron a comercializar entre 20 y 25 Bs. la arroba.
En los últimos dos años, la comercialización de champiñones se realiza a nivel comunitario.
Actualmente el 80% de las familias asentadas en las comunidades que tienen bosques de pino se dedican a recoger y vender el producto entre 115 y 120 bolivianos la arroba. Con el propósito de promover el consumo y abrir nuevos mercados para las k’allanpas del lugar.
En cuanto a su comercialización se realiza en los mercados de Cochabamba y los comerciantes que por temporadas llegan de La Paz, adquieren toda la producción de hongos (14 toneladas) de cuyo total en 70% se comercializa en los mercados y restaurantes de la sede de gobierno y el resto es exportado a Lima, Perú.

### Hortalizas y tubérculos
Las hortalizas se cultivan en los distintos lugares de la provincia Punata, sobresaliendo en gran producción todos los lugares donde el agua no falte o los terrenos que tengan posos. Podemos nombrar a:
En K'uchu Punata (La Villa, Pukara, Molle Uma) y K'uchumuela, se cultivan zanahorias, remolacha, rabanito, cebolla, haba, arbeja. En el Rosal y la zona de Pichincha sobresale la producción de lechugas, pepino.
En el sector de Santa Ana se cultiva tomate, y en Tacachi se cultiva arveja.
En cuanto a tubérculos (papa, paraliza y oca) produce en La Villa y Wayra Punku, Pukara donde la producción de papa abastece a la provincia y es comercializado los días martes y es llevada a Santa Cruz.
Los productos agrícolas y frutas que se obtienen en Punata la mayoría son comercializados en el mercado interno, y otros como la papa son comercializados en Santa Cruz. Algunos productos que se pueden exportar son:
•La cebolla blanca que se produce en el sector de la Villa.
•El champiñón de K'uchumuela.
Estos productos aún no cuentan con un apoyo del gobierno como en el caso del champiñón, son pequeños grupos de productores de cebolla blanca que trabajan con la alcaldía mejorando la producción para lograr que sean productos de calidad y puedan ser exportados.

### Ganadería

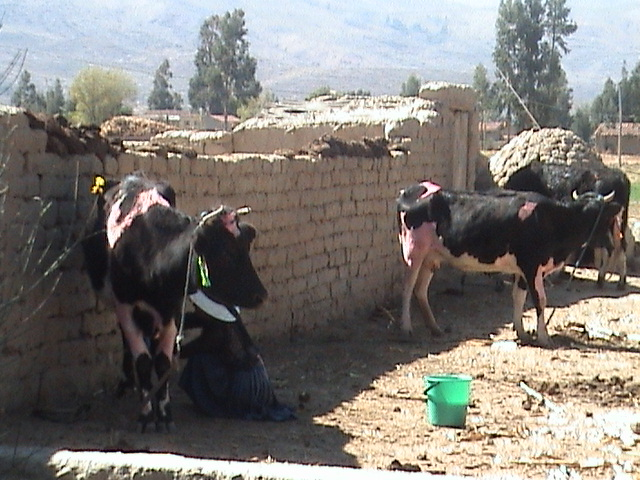
Ganadería Área Rural

El ganado en toda la provincia es de tipo familiar, aunque no está tan desarrollada, en Punata donde existe los siguientes ganados: vacuno, lanar y porcino.
Sobresaliendo la cría del ganado vacuno en los sectores de Camacho Rancho, La Villa, Laguna Sulti, Jusk’u Molle, Rosal, Tambillo, Santa Ana, llegando a tener una cantidad de 5 a 10 cabezas por familia. Siendo este ganado de mayor importancia ya que son comercializados los días martes, luego es destinado para el consumo de carne de los punateños.
En la cría del ganado porcino sobresalen San Lorenzo y Villa Rivero. Estos adquieren mayor importancia entre octubre a enero, donde se ve el aumento de ejemplares en la playa de ganado, pero también son comercializados en la ciudad de Cochabamba.
Mientras en la ganadería lanar se cría en pequeños rebaños en toda la provincia pero sobresaliendo K'uchumuela, Tacachi. Son comercializados los días martes, pero preferentemente son más comercializados en la ciudad de Cochabamba.

### Actividad Comercial
La capital provincial es un centro comercial de mucha importancia en el departamento de Cochabamba. Tiene una gran actividad comercial los días martes (día de feria). Para conocer la magnitud del comercio establecido en esta vea Ciudad de Punata.

'POESIA

PUNATA - 18 de Mayo

AUTOR: LIC. FRANZ O. DELGADILLO GUTIERREZ

De Bolivia, un lugar muy loable

es Punata la perla del valle

en tus calles se oye el barullo

festejando un año más con orgullo

18 de Mayo, hermoso pueblo nació

cuna de grandes hombres emergió

mujeres trabajadoras su estandarte

de esta tierra su gran baluarte

El imponente Tuti mudo testigo

de tu progreso inagotable y sostenido

amanecer de una tierra radiante

que promete un futuro fulgurante

Tus hijos se lucen alrededor del mundo

dejando el sudor y surco profundo

de lejos denota tu investidura

¡¡¡ Un pueblo con gran cultura !!!

## Fiestas Religiosas
Cristo Señor de Milagros
Su fiesta se celebra en el mes de septiembre en la capital provincial, cuya devoción va creciendo en los últimos años. Para más información visite Ciudad de Punata.
Virgen del Carmen

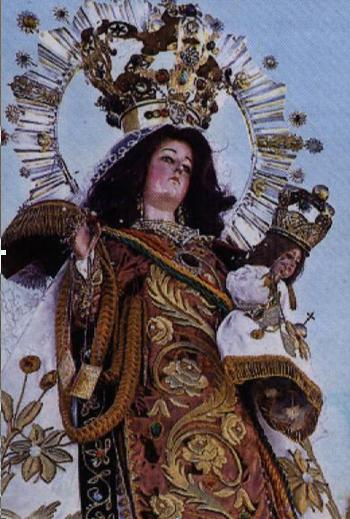
Virgen del Carmen-Villa Rivero

En cuanto a la historia de la Virgen del Carmen de Villa Rivero, debo señalar, que en el año 1953, cuando se llevó dicha imagen a la ciudad de Cochabamba, con el propósito de recaudar fondos, para concluir con la reconstrucción de la torre del templo de la Parroquia de San Isidro de esta localidad (Villa Rivero), mucha gente en Cochabamba preguntaba por los pies de la virgen para poder besarlos; al escuchar estos reclamos el Monseñor de la época Tarcisio Sener, dijo que se destapara y se descubriera los pies de la Virgen, cuando don Humberto Lara Soria (mueleño) se proponía con esta orden, cayo una botellita; grande fue la sorpresa al encontrar en el interior de la miniatura, un papelito en el que había algo inscrito, con pluma de ave, en latín, que fue traducido al castellano por el señor Obispo, y decía: “ESTA IMAGEN DE HERMOSA MARIA HA SIDO ESCULPIDA EL AÑO 1006”, posteriormente, se sabe que la Virgen fue obsequiada a una capilla, en la hacienda de la familia “Peramás de Baltasar”, en España, habiendo sido venerada en Sevilla por aproximadamente 600 años.
Durante la conquista española fue traída a Bolivia y llevada a Muela (hoy Villa Rivero), que en esos tiempos se llamaba T’ucuria desde entonces con el nombre de VIRGEN DEL CARMEN SE VENERA EN Villa Rivero por más de 300 años; el año pasado cumplió un Milenio de su antigüedad.
En cuanto a la fecha del 24 de julio, en que se celebra, la fiesta de la Virgen del Carmen, los vecinos de Punata, Villa Rivero y otros municipios y provincias aledañas, habían solicitado que se celebre la fiesta en su octava, es decir, el 24 de julio. Esta fiesta se realiza con la participación del Colegio Militar “Gualberto Villarroel” de La Paz.
Empieza el 22 de julio con la serenata y participación de grupos musicales, el 23 de julio misa y procesión con la virgen, reverencia y honores por el colegio militar Gualberto Villarroel, 24 de julio concurso de bandas misa y procesión con el arzobispo de Cochabamba, el 25 de julio termina con las alasitas en las faldas del Cerro P’alta Urqu.
San Pedro y San Pablo

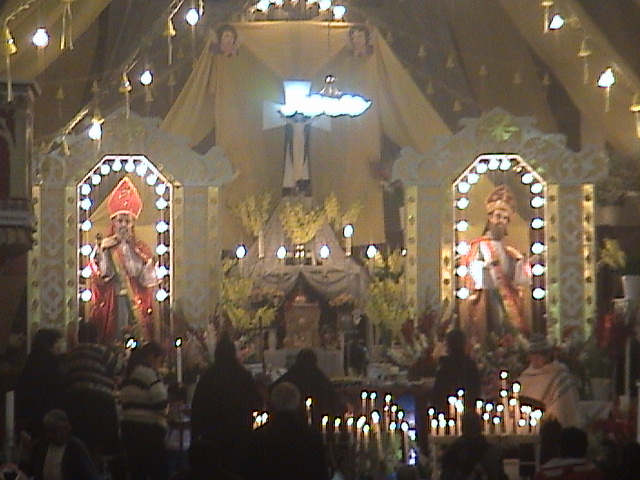
San Pedro y San Pablo-San Benito

Esta fiesta es realizada en San Benito, empieza con las vísperas, el 28 de junio es su entrada con la participación de diversos grupos folclóricos, el 29 de junio es misa y procesión en honor a San Pedro Apóstol, el 30 de junio es misa y procesión a San Pablo, y el 1 de julio es calvario en el mercado de San Benito.
Niñito Sik'imira
Es una imagen pequeña de dos centímetros atada a una cuna con cadenitas de oro para que el niño no se escape, el cuerpo del niño tiene picaduras de hormigas. La fiesta del niño de Sik'imira se realiza con mucho entusiasmo por los habitantes de K'uchumuela, donde asisten grupos de danzas folclóricas, y se puede adquirir artesanías elaboradas en el lugar.
Semana Santa

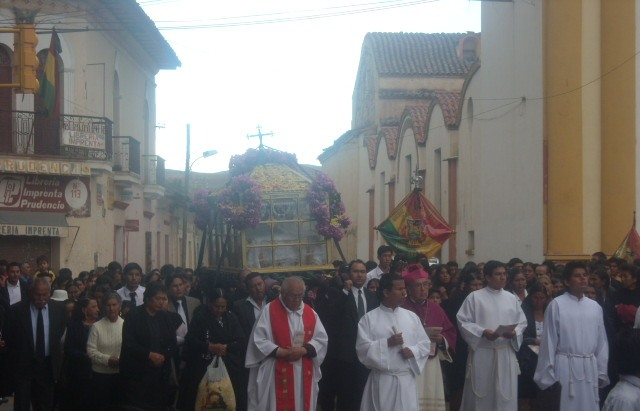
Semana Santa-Ciudad de Punata

En semana Santa en Punata se realiza en los diferentes municipios, pero de manera especial en la Ciudad de Punata, ya que cuenta con la participación de varias instituciones y de colegios, además desde las 4 de la madrugada se reúnen en el Templo y realizan el Vía Crucis al mirador de Paracaya.
Y la misa central es realizada por el monseñor Sainz, y la procesión cuenta con 4 bandas, la banda estudiantil del colegio Guadalupano con la Cruz, la banda del colegio Nacional Gualberto Villarroel con San Juan Apóstol, la banda del Regimiento Uztaris con el Santo Sepulcro, la banda del Liceo J. M. Gandarillas o del pasante con la Virgen Dolorosa.
Otras fechas religiosas Importantes
Entre otras fechas religiosas importantes son:
Guadalupe en la zona del Qullu, que se realiza las alasitas de masa, armado de huerta, se destaca la fabricación de chicha kulli, y con participación de fraternidades.
- Señor de Sentencia, plazuela de locotos.
- Señor de Burgos en la Av. Libertadores.
- San Miguel Arcángel, fiesta realizada en Tacachi.
- Santa Ana realizada en la zona de Santa Ana.
- Virgen de Surumi, Villa Rivero.